# Streblocera immensa
Streblocera immensa är en stekelart som beskrevs av Chou 1990. Streblocera immensa ingår i släktet Streblocera och familjen bracksteklar. Inga underarter finns listade i Catalogue of Life.